# Лопов као детектив
Лопов као детектив је српски црно-бели играни филм сниман 1916. године, акционо-комичног жанра у режији Владимира Тотовића. Један је од првих српских филмова, снимљен у намери да исмеје детективске филмове који су се приказивали у биоскопима. После готово годину дана снимања, филм је премијерно приказиван 15. и 16. јануара 1917. године, у биоскопу Корзо у Новом Саду. Новосађани су са одушевљењем пратили снимање филма које се одигравало на новосадским улицама и нестрпљиво чекали његову премијеру, која је прошла одлично. Критичари су позитивно оценили филм, нарочито хвалећи глумце и рад редитеља.

## Улоге
| Глумац           | Улога |
| ---------------- | ----- |
| Гиула Гозон      |       |
| Ружица Куборци   |       |
| Етус Петерди     |       |
| Војин Татић      |       |
| Јулијана Тотовић |       |
| Владимир Тотовић |       |